# Calcimicrobio
Los calcimicrobios, o microbios calcáreos, son un grupo de microfósiles coloniales con paredes calcáreas, formado por organismos morfológicamente distintos. Se consideran organismos fotoautótrofos.
Los calcimicrobios tomaron el carbonato de calcio del ambiente y lo depositaron en túbulos, hilos, estructuras con cámaras y otras formas. Las agregaciones masivas de éstos, en forma de costras, tienen relevancia en la formación de arrecifes desde el principio del Fanerozoico. Su presencia se registra en intervalos hasta el Cretácico temprano, en el Silúrico, Devónico tardío, Carbonífero temprano, el límite Pérmico-Triásico y el Jurásico tardío. 
Los calcimicrobios suelen aparecer en asociación con microestromatolitos, arqueociatos, queratolitos y esponjas litístidas  y queratosas, aparentemente en ambientes poco estresantes, con fluctuaciones menores de salinidad, temperatura y oleaje; tanto en sitios oligotróficos y eutróficos. Algunos géneros son Epiphyton, Razumovskia, Renalcis y Tarthinia.   En algunos sitios aparecen como manchas oscuras embebidas en el sustrato.  